# Lacrime/Decidi tu, decido io
Lacrime/decidi tu, decido io è un singolo di Wilma De Angelis pubblicato nel 1979 dalla casa discografica New Star Records.

## Tracce
1. Lacrime (Di Adriana Polla e Angelo Camis)
2. Decidi tu, decido io (Di Adriana Polla e Angelo Camis)